# 長尾景康
長尾 景康（ながお かげやす、生年不詳 - 天文14年10月12日（1545年11月16日））は、戦国時代の武将。
越後守護代長尾為景の子で、長尾晴景の弟、長尾景房・長尾景虎（のちの上杉謙信）の兄に当たる。生母・正室・実子の有無は全て未詳。
為景の死後は長兄の晴景が跡を継いだが､信望が無く家臣団をまとめ切れなかった為、家中は混乱していた。天文14年（1545年）、景康は越後守護上杉家の老臣黒田秀忠の謀反に遭い、春日山において殺害される。この際、弟・景房も同時に殺害されたとみられるが、もう一人の弟虎千代（のちの長尾景虎/上杉謙信）はこの時床下に隠れ難を逃れ、金津新兵衛らの助けにより脱出する事ができた。
ただし、その後の研究によれば、為景の息子として確認されるのは最初の正室である上条氏が生んだ晴景と内記（法号:実岑一貞禅定門）、それ以外の女性が生んだと推測される早世した三男（大永7年生まれ）と景虎（母は青岩院）の4名とされる。内記と実名不詳の三男が景康・景房である可能性はあるものの、それを裏付ける史料は存在せず、現時点では後世の創作もしくは誤伝による実在しない人物と考えられている。
また、景康が殺害された原因とされる黒田秀忠の謀叛も天文17年（1548年）の出来事であることが確実とされ、なおかつ長尾晴景から景虎への当主交代に反対した挙兵であるとする説が有力になったことも、景康の実在性に疑問を呈される要因となっている。